# Cryptonchus nudus
Cryptonchus nudus är en rundmaskart. Cryptonchus nudus ingår i släktet Cryptonchus och familjen Cryptonchidae. Inga underarter finns listade i Catalogue of Life.